# Промышленновский район
Промы́шленновский райо́н — административно-территориальная единица (район) в Кемеровской области России и одноимённое бывшее муниципальное образование (муниципальный район, преобразованный в 2019 году в муниципальный округ).
Административный центр — посёлок городского типа Промышленная.

## География
Район расположен в центральной части Кузнецкой котловины, на западе Кемеровской области. На севере он граничит с Топкинским районом, на востоке — с Крапивинским районом, на юге — с Ленинск-Кузнецким районом, на западе — с Новосибирской областью. Площадь территории — 3,1 тыс. км², что составляет 3,2 % территории Кемеровской области. Из них 78,7 % — сельхозугодья (в том числе 50,4 % — пашня), 17,3 % — леса, 1,4 % — воды, 9,4 % — прочие земли.
С востока на запад район пересекает река Иня — приток Оби, которая разделяет территорию района на две части — северную лесостепную и южную степную (на неё приходится две трети площади района). По южной части территории района проходит пограничная полоса Салаирского кряжа.
Район имеет выгодное экономико-географическое положение, обусловленное рядом факторов и условий:
- транспортная освоенность территории позволяет взаимодействовать со всеми районами Кемеровской области и за её пределами;
- благоприятные агроклиматические засушливые условия способствуют развитию многоотраслевого АПК;
- разведанные месторождения полезных ископаемых, в том числе и угля, определяют потенциальные возможности промышленного освоения территории;
- рекреационные ресурсы района благоприятны для развития горнолыжного туризма, доступного для жителей региона;
- близость крупных городов и транспортная освоенность района стимулируют развитие перерабатывающих отраслей АПК и реализовывать проекты «поле-завод-магазин».

Природные ресурсы и условия

Пляж на реке Иня

Климат территории резко континентальный со значительным перепадом годовых температур и малым количеством осадков, характерным для степной зоны. Земельный фонд района составляет 3,1 тыс. км², из них 78,7 % — сельхозугодья (в том числе 50,4 % — пашня), 17,3 % — леса, 1,4 % — воды, 9,4 % — прочие земли. Основное богатство района это высокоплодородные почвы, пригодные для выращивания различных сельскохозяйственных культур. Территория относится к наиболее распаханным районам, где удельный вес пашни может достигать до 72 %. Сумма положительных температур выше 10 °C составляет до 1800 °C, что позволяет выращивать зерно хлебных кондиций.
Иня — приток Оби, разделяет территорию района на две части — северную лесостепную и южную степную (на неё приходится две трети площади района). На юго восточную окраину района заходит Салаирский кряж, покрытый хвойными лесами. Пологие склоны в совокупности с лесной растительностью и озером Танай благоприятны для организации зон отдыха местного значения.
Строительные работы около озера Танай при возведении горнолыжного комплекса обернулись уникальной археологической находкой — было найдено место ритуальных захоронений скотоводов возрастом около 2,5 тыс. лет.

## История
В 1935 году на территории Западно-Сибирского края выделяется новый район — Титовский. Позднее центр района переводится на крупную железнодорожную станцию Промышленная. В 1946 году Титовский район был поделен на Промышленновский и Подунский, а в 1953 году они вновь объединились в единый Промышленновский район.
Законом Кемеровской области от 17 декабря 2004 года Промышленновский район также был наделён статусом муниципального района, в котором были образованы 11 муниципальных образований.
В августе-сентябре 2019 года Промышленновский муниципальный район был упразднён, а все входившие в его состав поселения были преобразованы путём объединения в Промышленновский муниципальный округ.
Промышленновский административный район как административно-территориальная единица области сохраняет свой статус.

## Население
| 2002    | 2009    | 2010    | 2011    | 2012    | 2013    | 2014    | 2015    | 2016    |
| ------- | ------- | ------- | ------- | ------- | ------- | ------- | ------- | ------- |
| 50 125  | ↘50 102 | ↗50 106 | ↗50 162 | ↘50 127 | ↘49 961 | ↘49 432 | ↘48 904 | ↘48 400 |
| 2017    | 2018    | 2019    | 2020    | 2021    | 2022    | 2023    | 2024    | 2025    |
| ↘47 844 | ↘47 280 | ↘46 617 | ↘46 259 | ↘46 078 | ↘45 771 | ↘45 666 | ↘45 477 | ↘45 088 |

## Административно-муниципальное устройство
В рамках административно-территориального устройства области Промышленновский административный район включает 1 посёлок городского типа районного подчинения (составляющий одноимённое городское поселение) и 10 сельских территорий (границы которых совпадают с одноимёнными сельскими поселениями соответствующего муниципального района).
В рамках муниципального устройства Промышленновский муниципальный район с 2006 до 2019 гг.  включал 11 муниципальных образований, в том числе 1 городское и 10 сельских поселений:
| №  | Муниципальное образование            | Административный центр    | Количество населённых пунктов | Население (чел.) | Площадь (км²) |
| -- | ------------------------------------ | ------------------------- | ----------------------------- | ---------------- | ------------- |
| 1  | Промышленновское городское поселение | пгт Промышленная          | 1                             | 17 472           | 22,53         |
| 2  | Вагановское сельское поселение       | село Ваганово             | 5                             | 2735             | 500,35        |
| 3  | Калинкинское сельское поселение      | деревня Калинкино         | 4                             | 1194             | 160,68        |
| 4  | Лебедевское сельское поселение       | село Лебеди               | 5                             | 2244             | 279,62        |
| 5  | Окуневское сельское поселение        | село Окунево              | 5                             | 2383             | 228,00        |
| 6  | Падунское сельское поселение         | посёлок станции Падунская | 6                             | 4183             | 382,21        |
| 7  | Плотниковское сельское поселение     | посёлок Плотниково        | 9                             | 6825             | 297,41        |
| 8  | Пушкинское сельское поселение        | село Краснинское          | 5                             | 2801             | 331,36        |
| 9  | Тарабаринское сельское поселение     | село Труд                 | 10                            | 2318             | 349,06        |
| 10 | Тарасовское сельское поселение       | село Тарасово             | 5                             | 2368             | 236,76        |
| 11 | Титовское сельское поселение         | село Титово               | 4                             | 2094             | 295,10        |

### Населённые пункты
В Промышленновском районе 59 населённых пунктов.
| №  | Населённый пункт     | Тип населённого пункта | Население | Муниципальное образование            |
| -- | -------------------- | ---------------------- | --------- | ------------------------------------ |
| 1  | 210 км               | посёлок                | 3         | Окуневское сельское поселение        |
| 2  | 239 км               | посёлок                | 20        | Тарабаринское сельское поселение     |
| 3  | 251 км               | посёлок                | 8         | Тарабаринское сельское поселение     |
| 4  | Абышево              | село                   | 731       | Падунское сельское поселение         |
| 5  | Байрак               | деревня                | 360       | Тарабаринское сельское поселение     |
| 6  | Берёзово             | село                   | 114       | Падунское сельское поселение         |
| 7  | Брянский (157 км)    | посёлок                | 33        | Плотниковское сельское поселение     |
| 8  | Ваганово             | село                   | 1507      | Вагановское сельское поселение       |
| 9  | Васьково             | деревня                | 1152      | Падунское сельское поселение         |
| 10 | Восход               | посёлок                | 266       | Плотниковское сельское поселение     |
| 11 | Голубево             | посёлок                | 432       | Тарасовское сельское поселение       |
| 12 | Денисовка            | деревня                | 134       | Падунское сельское поселение         |
| 13 | Еремино              | деревня                | 460       | Тарабаринское сельское поселение     |
| 14 | Журавлёво            | село                   | 1127      | Вагановское сельское поселение       |
| 15 | Иван-Брод            | деревня                | 0         | Вагановское сельское поселение       |
| 16 | Иваново-Родионовский | посёлок                | 319       | Пушкинское сельское поселение        |
| 17 | Калинкино            | деревня                | 719       | Калинкинское сельское поселение      |
| 18 | Калтышино            | деревня                | 112       | Тарасовское сельское поселение       |
| 19 | Каменка              | деревня                | 862       | Пушкинское сельское поселение        |
| 20 | Касимовка            | деревня                | 20        | Вагановское сельское поселение       |
| 21 | Колычево             | деревня                | 919       | Плотниковское сельское поселение     |
| 22 | Контрольная          | посёлок станции        | 170       | Тарабаринское сельское поселение     |
| 23 | Корбелкино           | деревня                | 83        | Лебедевское сельское поселение       |
| 24 | Краснинское          | село                   | 1379      | Пушкинское сельское поселение        |
| 25 | Лебеди               | село                   | 706       | Лебедевское сельское поселение       |
| 26 | Морозово             | село                   | 471       | Тарабаринское сельское поселение     |
| 27 | Нагорный             | посёлок                | 92        | Плотниковское сельское поселение     |
| 28 | Новый Исток          | разъезд                | 117       | Окуневское сельское поселение        |
| 29 | Озерки               | деревня                | 560       | Падунское сельское поселение         |
| 30 | Октябрьский          | посёлок                | 254       | Калинкинское сельское поселение      |
| 31 | Окунево              | село                   | 1447      | Окуневское сельское поселение        |
| 32 | Падунская            | посёлок станции        | 2149      | Падунское сельское поселение         |
| 33 | Пархаевка            | деревня                | 245       | Пушкинское сельское поселение        |
| 34 | Первомайский         | посёлок                | 214       | Плотниковское сельское поселение     |
| 35 | Плотниково           | деревня                | 260       | Плотниковское сельское поселение     |
| 36 | Плотниково           | посёлок                | ↘5153     | Плотниковское сельское поселение     |
| 37 | Подкопенная          | деревня                | 105       | Лебедевское сельское поселение       |
| 38 | Пор-Искитим          | деревня                | 742       | Лебедевское сельское поселение       |
| 39 | Портнягино           | деревня                | 220       | Калинкинское сельское поселение      |
| 40 | Прогресс             | деревня                | 361       | Вагановское сельское поселение       |
| 41 | Промышленная         | пгт                    | ↘19 278   | Промышленновское городское поселение |
| 42 | Протопопово          | деревня                | 494       | Тарабаринское сельское поселение     |
| 43 | Пушкино              | деревня                | 207       | Пушкинское сельское поселение        |
| 44 | Пьяново              | деревня                | 952       | Окуневское сельское поселение        |
| 45 | Ранний               | посёлок                | 82        | Окуневское сельское поселение        |
| 46 | Соревнование         | посёлок                | 357       | Плотниковское сельское поселение     |
| 47 | Сыромолотная         | деревня                | 3         | Плотниковское сельское поселение     |
| 48 | Тарабарино           | деревня                | 90        | Тарабаринское сельское поселение     |
| 49 | Тарасово             | село                   | 1274      | Тарасовское сельское поселение       |
| 50 | Тарсьма              | посёлок                | 94        | Титовское сельское поселение         |
| 51 | Титово               | село                   | 1120      | Титовское сельское поселение         |
| 52 | Труд                 | село                   | 394       | Тарабаринское сельское поселение     |
| 53 | Усть-Каменка         | деревня                | 485       | Титовское сельское поселение         |
| 54 | Усть-Тарсьма         | деревня                | 602       | Титовское сельское поселение         |
| 55 | Уфимцево             | деревня                | 789       | Лебедевское сельское поселение       |
| 56 | Ушаково              | деревня                | 219       | Калинкинское сельское поселение      |
| 57 | Цветущий             | посёлок                | 146       | Тарабаринское сельское поселение     |
| 58 | Шипицино             | деревня                | 217       | Тарасовское сельское поселение       |
| 59 | Шуринка              | деревня                | 473       | Тарасовское сельское поселение       |

## Экономика
Сельское хозяйство

Базовой отраслью Промышленновского района является производство сельскохозяйственной продукции. Более половины площадей района составляют сельскохозяйственные угодья. Промышленновский район занимает одно из ведущих мест в области по производству сельскохозяйственной продукции и, наряду с Ленинск-Кузнецким районом, является зерновой житницей Кемеровской области. Это первый сельскохозяйственный район в области, где начали формироваться агрофирмы по производству и переработке сельскохозяйственной продукции. Перерабатывающие отрасли АПК составляют основной объём промышленного производства в районе.
Объём отгруженных товаров собственного производства по видам экономической деятельности составил:
- Добыча полезных ископаемых — 14,8 млн руб.,
- Обрабатывающие производства — 782 млн руб. (0,3 % от областного объёма),
- Производство и распределение электроэнергии, газа и воды- 115 млн руб. (0,2 % от областного объёма).

В 2007 году продукции сельского хозяйство было произведено на сумму 2 671 млн руб. (удельный вес в области 9,8 %). Район остается крупнейшим в Кузбассе производителем хлеба, мяса и молока. Валовой сбор зерновых культур в 2007 году составил 200,5 тыс. тонн. Промышленновский район занимает 1 место по сбору зерна, являясь главной житницей Кузбасса.
Район также лидирует по производству молока. В 2007 году район занимал 1 место в области, давая 10,7 % продукции или 49 459 тонн молока.
Крупнейшие хозяйства района являются лидерами по производству отдельных видов сельскохозяйственной продукции.
ООО «Спутник» — первое хозяйство в области, на базе которого были опробованы и применяются по настоящее время новые энергосберегающие технологии в сельскохозяйственном производстве: системы минимальной обработки почвы Mini-till, новая техника и технологии возделывания зерновых культур («полный шлейф»), новые удобрения (гербициды сплошного действия), обеспечивающие эффективную защиту от сорняков. Несколько лет подряд ООО «Спутник» является лидером не только района, но и области по производству зерновых. ЗАО «Ваганово» — одно из крупных сельскохозяйственных предприятий Промышленновского района. Хозяйство активно развивается. Этому способствуют инвестиции ХК «Сибирский Деловой Союз».
ООО «Мечта» — одно из лучших хозяйств Промышленновского района, лидер по производству зерна и кормовых культур. Особое внимание в хозяйстве уделяют сбалансированному рациону питания животных и созданию кормовой базы животноводства района.
ООО «Кузбассмясопром» — единственный в районе крупный производитель свинины. Второй по мощности свинокомплекс области (поголовье 61 000 свиней, объём производства свинины в год 56 596 ц) после Чистогорского свинокомплекса Новокузнецкого района.
ООО «Лебеди». Основная отрасль специализации — мясо-молочное животноводство. Для обеспечения кормовой базы животноводства хозяйство занимается и растениеводством.
Район лидирует по производству мяса скота и птицы, занимая 2 место в регионе (удельный вес 15,3 %, 10159 т в 2007 году).
Промышленность является второй по значимости отраслью экономики района. Основная номенклатура выпускаемой продукции: мясные и колбасные изделия, цельномолочная продукция, масло животное, хлеб и хлебобулочные изделия, мука, комбикорма, пиво и безалкогольные напитки, минеральная вода. Кроме того, в районе налажен выпуск разовой пластиковой посуды. Район производит 17,8 % цельномолочной продукции Кемеровской области и занимает второе место с производством 23729 т в 2007 году. За год производство практически удвоилось, что свидетельствует о высоком уровне развития АПК в районе. Растет производство масла — район занимает третье место в области, производя 607 тонн этого продукта. Развитие стройиндустрии Кузбасса способствовало росту спроса на песок, добычей которого в районе занимается ООО «Промышленновский песчаный карьер». Ежегодная добыча составляет около 75 тыс. тонн. В результате переработки образуются две фракции песка — мелкий модуль 1,16 и крупный модуль 2,2. Последний используется для изготовления железобетонных изделий, асфальта, пенобетона.
Транспорт и связь
Территория района имеет достаточно густую транспортную сеть. Все населённые пункты имеют автомобильное сообщение с районным центром и соседними районами. В посёлке Промышленная построена новая автостанция. Через территорию района проходит железнодорожная дорога, связывая его не только с большинством районов области, но и дает возможность вывозить продукцию за её пределы.
Через территорию района проходит участок железной дороги «Новосибирск—Белово», автомобильные дороги областного значения «Новосибирск—Ленинск-Кузнецкий—Кемерово—Юрга», «Ленинск-Кузнецкий—Промышленная—Журавлёво», «Кемерово—Промышленная» и др. суммарной протяжённостью 338,3 км.
Оказанием услуг связи в районе занимается ООО "Файбер Телеком" и структурное подразделение регионального филиала «ПАО Ростелеком».
Абонентам телефонной связи предоставляются следующие виды услуг:
- местная телефонная связь. Из 60 сельских населённых пунктов 58 имеют телефонную связь;
- междугородняя и международная телефонная связь;
- телеграфная связь;
- проводное вещание;
- Интернет;
- служба «Бюро-факс».

Инженерная инфраструктура
Для жилищно-коммунального комплекса района характерны высокая доля частного индивидуального жилья, низкий уровень обеспеченности населения коммунальными услугами, территориальная удалённость населённых пунктов, что существенно увеличивает удельную стоимость жилищно-коммунальных услуг. Жилищно-коммунальный комплекс района представлен восемью предприятиями: ООО «УККТС», ООО «Тепловик», ООО «Коммунальщик», МУП «КОС», ООО «Промводоканал», ООО «Уют», ООО «ПМК-5», Падунское ДМУКП, которые обслуживают 190,5 тыс. м² жилья, 135 км водопроводных, 14,6 км канализационных, 37,5 км тепловых сетей и 28 котельных.
В настоящее время жилищный фонд района составляет 954 тыс. м² (1,7 % жилищного фонда области).
Удельный вес общей площади, оборудованной:
- водопроводом − 61,6 %
- канализацией — 40,2 %
- отоплением — 18,3 %
- горячим водоснабжением — 6,1 %
- ваннами (душем) — 21,9 %
- газом — 43,5 %
- напольными электроплитами- 5,8 %.

Рыночная инфраструктура
Возрастающую роль в социально-экономическом развитии района играет малый бизнес. Рост инвестиций малых предприятий, индивидуальных предпринимателей в экономику, сферу услуг обеспечивает введение в эксплуатацию современных объектов, изменению облика населённых пунктов района, особенно п. Промышленная. В районе реализуется целевая программа поддержки малого и среднего предпринимательства на 2008—2010 годы. В рамках указанной программы осуществляется субсидирование части затрат субъектов малого и среднего предпринимательства, связанных с закупкой молока у населения. Структура деятельности предприятий малого бизнеса в районе отлична от большинства территорий области, где абсолютное большинство малых предприятий и частных предпринимателей занимаются торговлей. Наибольший удельный вес в структуре малых предприятий принадлежит предприятиям, создающим материальные ценности в реальном секторе экономики. Доля малых предприятий в общем объёме производимых в районе продукции, товаров и услуг составляет более 30 %.
Финансовая инфраструктура
Финансовая инфраструктура представлена сетью отделений Сибирского банка Сбербанка России и Россельхозбанка.
Розничный товарооборот в 2007 году составил 1 313 млн руб. (удельный вес в области 0,6 %, 20 место), на душу населения — 26 374 руб. (25 место).
Промышленновский район является привлекательным для инвесторов. Благоприятные условия для развития сельского хозяйства и высокий уровень частной инициативы в этой сфере являются определяющими в привлечении инвесторов. Инвестиции в основной капитал составляли в 2007 году 1 038 млн руб. (удельный вес в области 1 %, 20 место).
Одним из перспективных направлений развития инвестиционного потенциала Промышленновского района является разведка и добыча угля. В среднесрочной перспективе на территории района планируется создание энерготехнологического комплекса «Серафимовский» по безотходной глубокой переработке угля 2,4 млн т/год с производством электроэнергии на ТЭС мощностью 500 МВт, синтетических моторных топлив 1000 тыс. т/год, ценных химических продуктов и строительных материалов на базе новой шахты и обогатительной фабрики. Инициатор и инвестор проекта — ЗАО МПО «Кузбасс». Вторым направлением инвестиционной активности является развитие туризма и гостиничного бизнеса. Развитие данного направления будет стимулировать отрасли переработки сельскохозяйственного сырья.
Третье направление инвестиций — это строительство и модернизация животноводческих комплексов. Инвесторами в районе являются крупные финансово-промышленные группы — наряду с ЗАО ХК «Сибирский Деловой Союз», соглашения о социально-экономическом сотрудничестве заключены с ООО «МАРРТЭК», ООО СХО «Заречье», ООО «Финансово-Промышленный Союз „Сибконкорд“».
Социальная инфраструктура
Среднемесячная заработная плата в 2007 году составила 7 405 рублей и выросла к 2006 году на 23,9 %.
В районе сложилась развитая социальная инфраструктура. В образовательной сфере действуют 30 дошкольных учреждений, 37 школ, профессиональное училище, кадетский корпус МЧС. Все крупные населённые пункты имеют либо врачебные амбулатории, либо фельдшерско-акушерские пункты. Обеспеченность врачами и средним медицинским персоналом практически в два раза ниже, чем в среднем по области. В районе насчитывается 44 лечебных учреждения. В сфере культуры, действуют историко-краеведческий музей, 38 библиотек, 46 домов культуры и клубов, школа искусств, музыкальная школа, Дом детского творчества. Работают 103 спортивные сооружения, детско-юношеская спортивная школа.
Инфраструктура отдыха и туризма

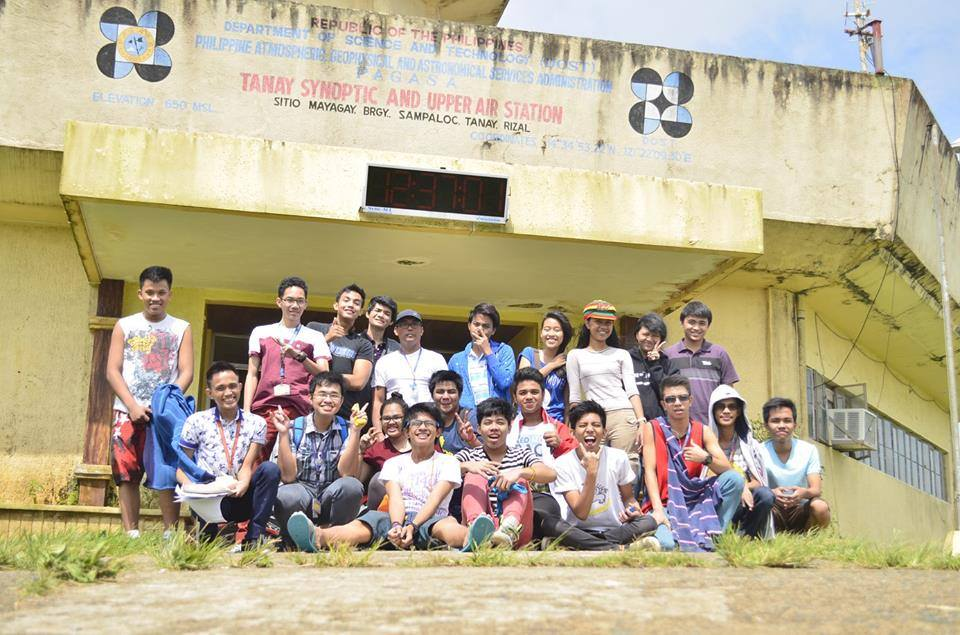
Горнолыжный комплекс «Танай»

В Промышленновском районе расположен горнолыжный комплекс «Танай», являющийся главной туристической достопримечательностью района. «Танай» имеет удобное месторасположение — размещён возле деревни Журавлёво Промышленновского района, в 120 километрах от города Кемерово и в 140 от Новосибирска.
Строительство объектов горнолыжно-туристического комплекса «Танай» осуществляется поэтапно. В феврале 2007 года была пущена первая очередь комплекса. В настоящее время «Танай» — это:
- 7 горнолыжных трасс европейского уровня и различного класса сложности, 2 учебные трассы, трасса сноутьюбинга, сноупарк, трассы для беговых лыж,
- четырёхместный кресельная подъёмник, 2 бугельных подъёмника, 4 малых подъёмника, конвейерный подъёмник для начинающих,
- система искусственного снегообразования,
- открытый ледовый каток,
- единственный в Кемеровской области парк дикой природы,
- комфортабельная гостиница на 190 мест и гостиница в с. Ваганово, коттеджный посёлок на территории центра,
- 2 сервисных центра с пунктами проката,
- 2 ресторана, 6 кафе, кофейня «TRAVELER’S COFFEE»,
- горный источник с купелью,
- развлекательный комплекс, ночной клуб «Ледокол»,
- 14 саун с бассейнами, русская баня, SPA-центр, спелеокамера, ногтевой сервис, педикюр, массажисты.

Для парка дикой природы в рекреационный комплекс закуплены различные животные — от зайцев до северных оленей, чтобы посетители получили возможность наблюдать за дикими животными в естественной среде обитания. В среднесрочной перспективе горнолыжный комплекс «Танай» станет одним из самых современных и оснащённых курортов Кемеровской области и России.
В 2009 году начал свою работу аэродром «DZ Танай», включающий в себя здание учебно-тренировочного комплекса, кафе для посетителей, взлётно-посадочную полосу для самолётов и удобную площадку для приземления парашютистов. В планах строительство гостиницы, кафе, ангара для самолёта, свуп-понда.